# Katinovac
Katinovac is een plaats in de gemeente Topusko in de Kroatische provincie Sisak-Moslavina. De plaats telt 114 inwoners (2001).